# Aparições de Cimbres

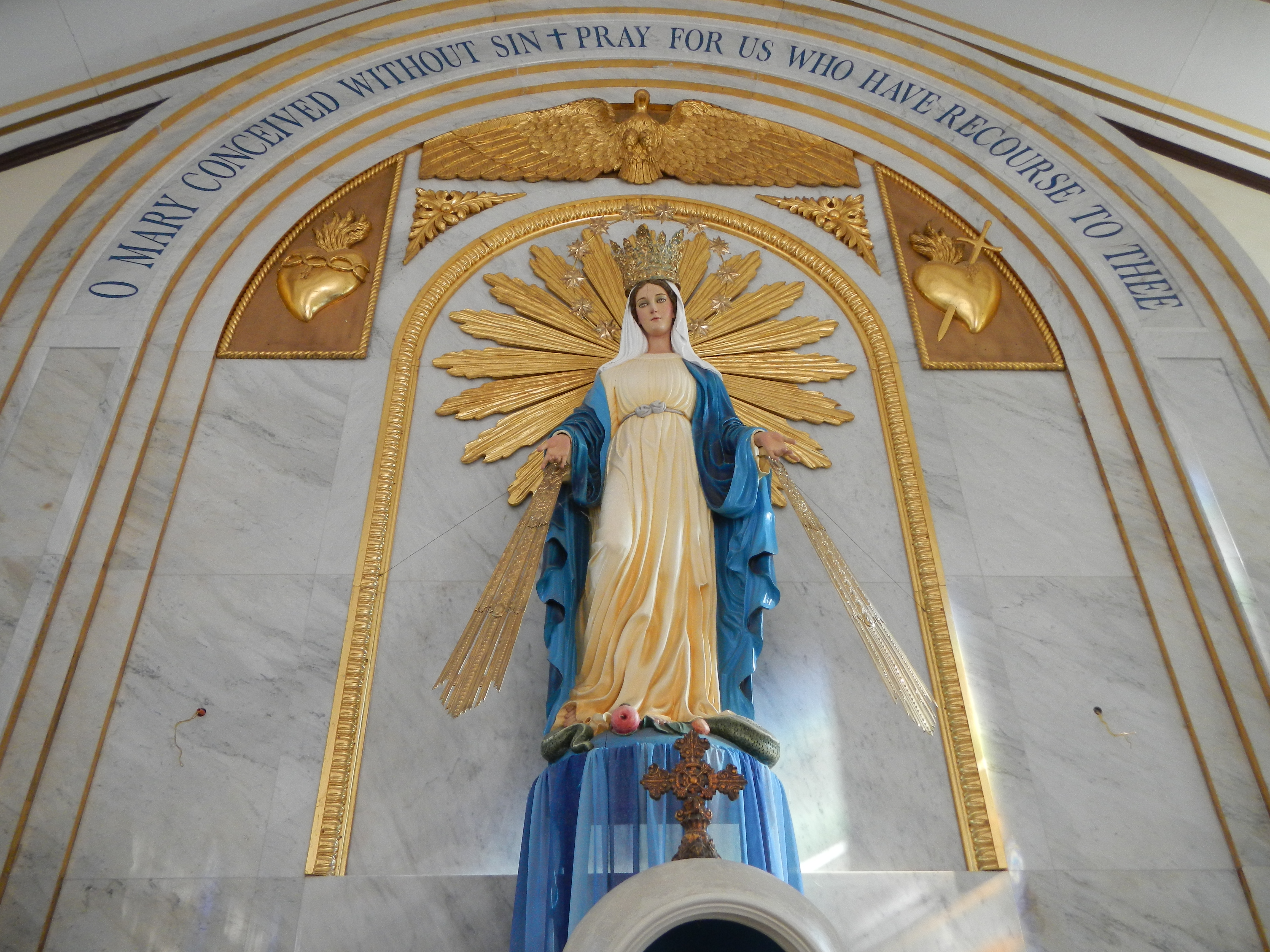
Confrontada pelo Padre Kehrle sobre sua identidade, a aparição teria dito às videntes: "Eu sou a Graça", surpreendendo o padre pela profundidade teológica da resposta. Em virtude desta apresentação inicial, a Virgem Maria passou a ser venerada nos locais das aparições como Nossa Senhora das Graças (imagem acima).

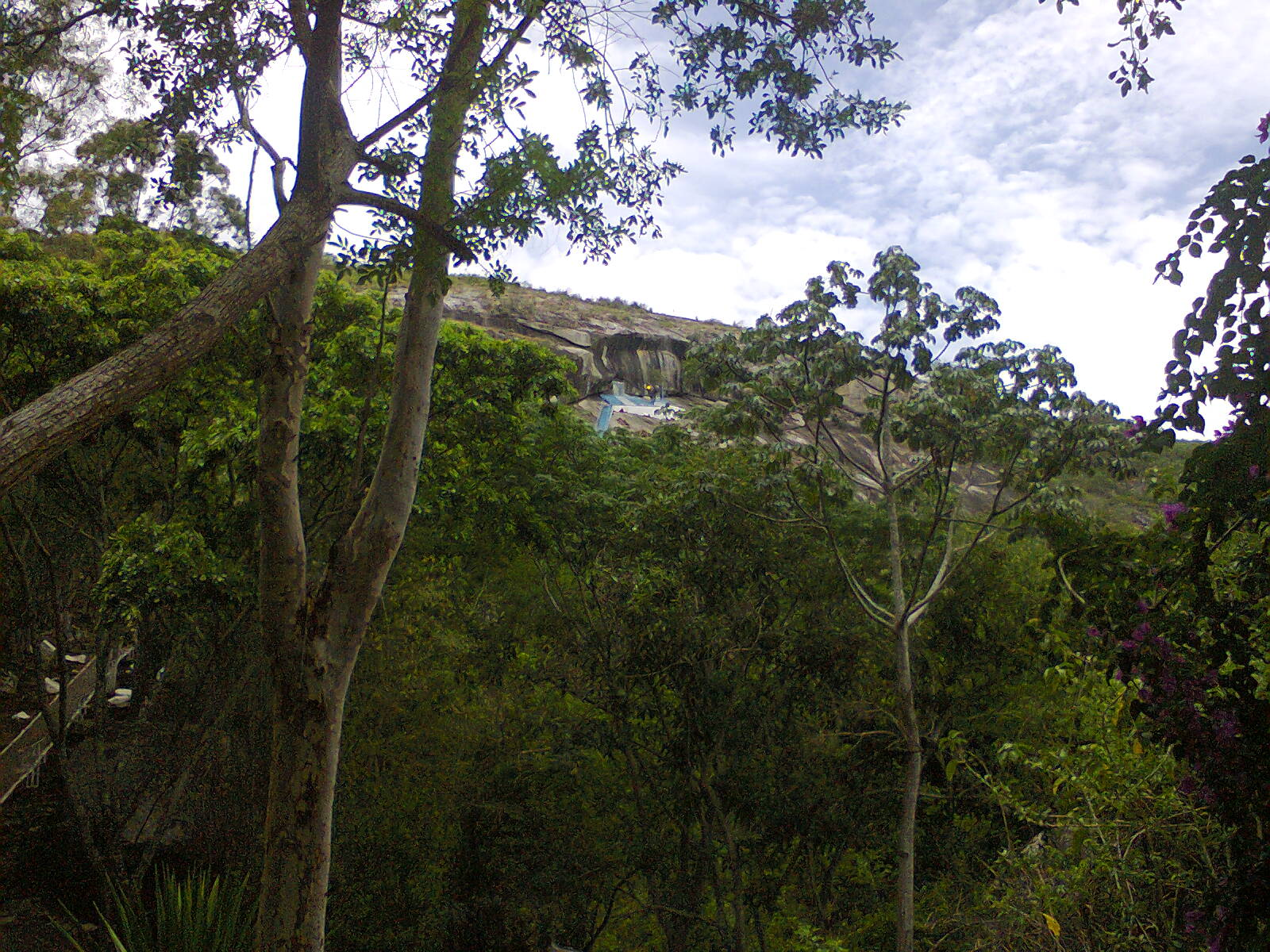
Local das aparições: Sítio da Guarda, distrito de Cimbres, município de Pesqueira, estado dePernambuco, Brasil.

Aparições de Cimbres são o conjunto de aparições marianas ocorridas em 1936 e 1937 no distrito de Cimbres, pertencente ao município pernambucano de Pesqueira, Brasil.

## Contexto e cronologia geral das aparições
Cimbres, distante alguns quilômetros da sede do município de Pesqueira, era, à época, uma comunidade pobre, habitada em sua quase totalidade pelo indígenas Xucurus, que cultivavam a terra e praticavam o extrativismo vegetal para subsistência. Toda a região era palco de intensos conflitos entre a população local e grupos de cangaceiros, alguns dos quais se destacavam pela extrema violência por que agiam, não sendo raros os relatos de assassinatos e estupros praticados pelos integrantes dessas organizações. 
Neste contexto, inúmeras famílias (em especial aquelas com filhas adolescentes, temerosas de que as meninas fossem alvo de violação sexual) refugiavam-se nas caatingas próximas, não sendo incomuns que permanecessem escondidas por dias a fio, até que seu retorno à casa pudesse ser feito com segurança. Uma das famílias a usar deste artifício foi a de Maria da Luz Teixeira, a qual, durante o mês de maio de 1936, permaneceu refugiada em uma mata próxima ao lugar das aparições por alguns dias. A matriarca da família, Dona Auta Monteiro Teixeira, não pudera ir esconder-se, por estar em avançado estado de gravidez, em dias de dar à luz. De fato, pouco após a saída da família para refúgio na caatinga, Auta começou a sentir as contrações do parto, e, sozinha, concebeu a um menino, que chamou Lígio. 
Percebendo que a criança era fraca, e que provavelmente não viveria muito, ela teria dito ao filho que, caso morresse, pedisse à Virgem Maria que volvesse os olhos para a gente daquelas terras, para que assim não sofressem tanto quanto padeceram naquele tempo. Os temores da matriarca acabaram por se concretizar, e o filho Lígio veio a falecer pouco tempo depois, evento que é frequentemente apontado como marco teológico dos eventos marianos que se desvelariam poucos meses mais tarde; as aparições. O fato de as aparições estarem relacionadas ao pedido de uma mãe em desespero pela perda de um filho são frequentemente apontadas como fio de ligação entre os fatos sobrenaturais que ocorreram ali e aqueles de La Salette, como se desenvolverá posteriormente.

## Resumo
Segundo crê-se, a Virgem Maria teria aparecido a duas videntes, Maria da Luz (que, posteriormente, adotou o nome Adélia por ocasião de sua entrada na vida religiosa) e Maria da Conceição, que, à época dos fatos, eram adolescentes pobres e de pouca instrução. Estes eventos tornaram-se célebres pelo rigor com os quais foram apurados pelo Padre Joseph Kehrle (a comunicação era escrita em latim e alemão e transmitida por crianças analfabetas), bem como pelo conteúdo da mensagem que a Virgem Maria teria transmitido às videntes, permitindo o apoio ao Integralismo e alertando-as acerca da iminência do flagelo do comunismo, com o qual o Brasil seria mortalmente castigado.

Foram feitas dezenas de perguntas, entre elas:
Dizei: quem sois e que quereis?  
«Sou a Mãe da Graça e venho avisar ao povo que se aproximam três grandes castigos.»  
Que é necessário fazer para desviar os castigos?  
Penitência e oração.  
Qual a invocação desta aparição?  
Das Graças.  
Que significa o sangue que corre das vossas mãos?  
O sangue que inundará o Brasil.  
Virá o comunismo a penetrar no Brasil?  
Sim.  
Em todo o País?  
Sim.  
Os padres e os bispos sofrerão muito?  
Sim.  
Será como na Espanha?*  
Quase.  
Quais as devoções que se devem praticar para afastar esses males?  
Ao coração de Jesus e a mim.  
Esta aparição é a repetição de La Salette? 
Sim.
*Nota: a Guerra Civil Espanhola começou no mês anterior, em 17 de julho de 1936.

### Interpretação
O bispo brasileiro Dom Rafael Maria Francisco da Silva, autor de um livro sobre as aparições, destaca as diretrizes cristãs do Integralismo e que este surgiu em um ambiente católico, defendendo o combate ao comunismo. E por saber dos muitos elementos positivos desta doutrina, Nossa Senhora permitiu o apoio à ela.
O general brasileiro Sérgio Avellar Coutinho lembra que, um ano antes da aparição, a Insurreição Comunista Brasileira de 1935 já havia ocorrido. Um artigo de revista lembra que o líder da teologia da libertação, o cearense apelidado de arcebispo vermelho, Hélder Câmara, atuou em Recife, de modo que uma aparição sobre o perigo do comunismo no Brasil tem uma forte razão para acontecer em Pernambuco.

## Reconhecimento eclesiástico
Embora tenham, a princípio, sido encaradas com descrédito por autoridades eclesiais, as aparições tornaram-se paulatinamente aceitas como dignas de fé pela igreja, que reconheceu, em 2021, o caráter sobrenatural dos eventos ocorridos em Cimbres. Paralelamente, foi instaurado o processo de beatificação de uma das videntes, Irmã Adélia, o que corrobora a anuência da igreja com a devoção à Virgem Maria sobre a designação de Nossa Senhora da Graça de Cimbres.

## Difusão dos relatos
Originalmente restrita à região circunvizinha à cidade de Pesqueira, de onde afluíam a maioria dos peregrinos do santuário que lá se ergueu, a mensagem das aparições tem, em tempos modernos, sido difundida por todo o Brasil, em especial por iniciativa de padres como Padre Paulo Ricardo, do escritor Olavo de Carvalho, da atriz Cássia Kis, da historiadora Ana Lígia Lira, bem como da sobrinha-neta de irmã Adélia, a engenheira Auta Maria Monteiro de Carvalho, através de seu livro O Encontro – Nossa Senhora e Irmã Adélia.

## Histórico de manifestações marianas anteriores às aparições
A região de Cimbres, palco das aparições de que trata esse artigo, possui uma prolífica história de devoções marianas e acontecimentos tidos como sobrenaturais associados à Virgem Maria. Estando no interior do território dos índios Xucuru, o povoamento da vila está intimamente relacionado ao aldeamento das comunidades indígenas do local por iniciativa dos padres oratorianos, ainda em inícios do século XVII. Segundo a tradição, moradores da região teriam encontrado uma imagem de Nossa Senhora sobre um tronco de árvore, num lugar remoto e de difícil acesso, tendo-a retirado do local e levado à presença dos padres da vila, que a tomaram para si.
Conforme relatos da época, ao acordarem, os padres não puderam encontrar a imagem que lhes havia sido trazida, e passaram a procurá-la, suspeitando que alguém a pudesse ter roubado. Após buscas, encontraram-na no exato tronco onde havia sido achada no dia anterior, e, mais uma vez, a levaram consigo. No dia seguinte, a estátua havia novamente sumido, e, desta vez, os padres rumaram diretamente ao tronco do dia anterior, onde, uma vez mais, a encontraram. 
Convencidos de que tais eventos haviam sido divinos em sua origem, os padre oratorianos ergueram no local de encontro da imagem uma capela, cujo altar encontrava-se à mesma local e altura do tronco sobre o qual a estátua apareceu. A Virgem entronizada na capela passou a ser conhecida como Nossa Senhora das Montanhas, dada a topografia acidentada do sítio de seu encontro, sendo alvo de especial devoção dos indígenas Xucuru até os dias de hoje, os quais a designam Mãe Tamaim.

## Turismo
O lugar das aparições é agora um popular destino turístico.

## Obras referenciais
- O Diário do Silêncio - O Alerta da Virgem Maria Contra o Comunismo no Brasil: o Alerta da Virgem Maria Contra o Comunismo no Brasil. Ecclesiae. ISBN 8584911049[15]
- Eu sou a Graça - As Aparições de Nossa Senhora das Graças em Pernambuco. Ecclesiae. ISBN 8584910344
- Aparições e milagres de Nossa Senhora em Cimbres: Entre a fé e as ciências. Novas Edições Acadêmicas. ISBN 6139603056[16]
- O inquisidor de Cimbres: A história do padre que recebia flores de Nossa Senhora. Apascentar. ISBN 6599552528